# 乔治·R·帕克
乔治·R·帕克（英語：George R. Parker，1897年11月19日—1974年6月18日），澳大利亚前男子田径运动员，主攻竞走。他曾代表澳大利亚参加1920年夏季奥林匹克运动会田径比赛，获得男子3000米竞走银牌。